# Leptogorgia rubra
Leptogorgia rubra is een zachte koraalsoort uit de familie Gorgoniidae. De koraalsoort komt uit het geslacht Leptogorgia. Leptogorgia rubra werd in 1918 voor het eerst wetenschappelijk beschreven door Bielschowsky. 